# AMA 스타일 매뉴얼

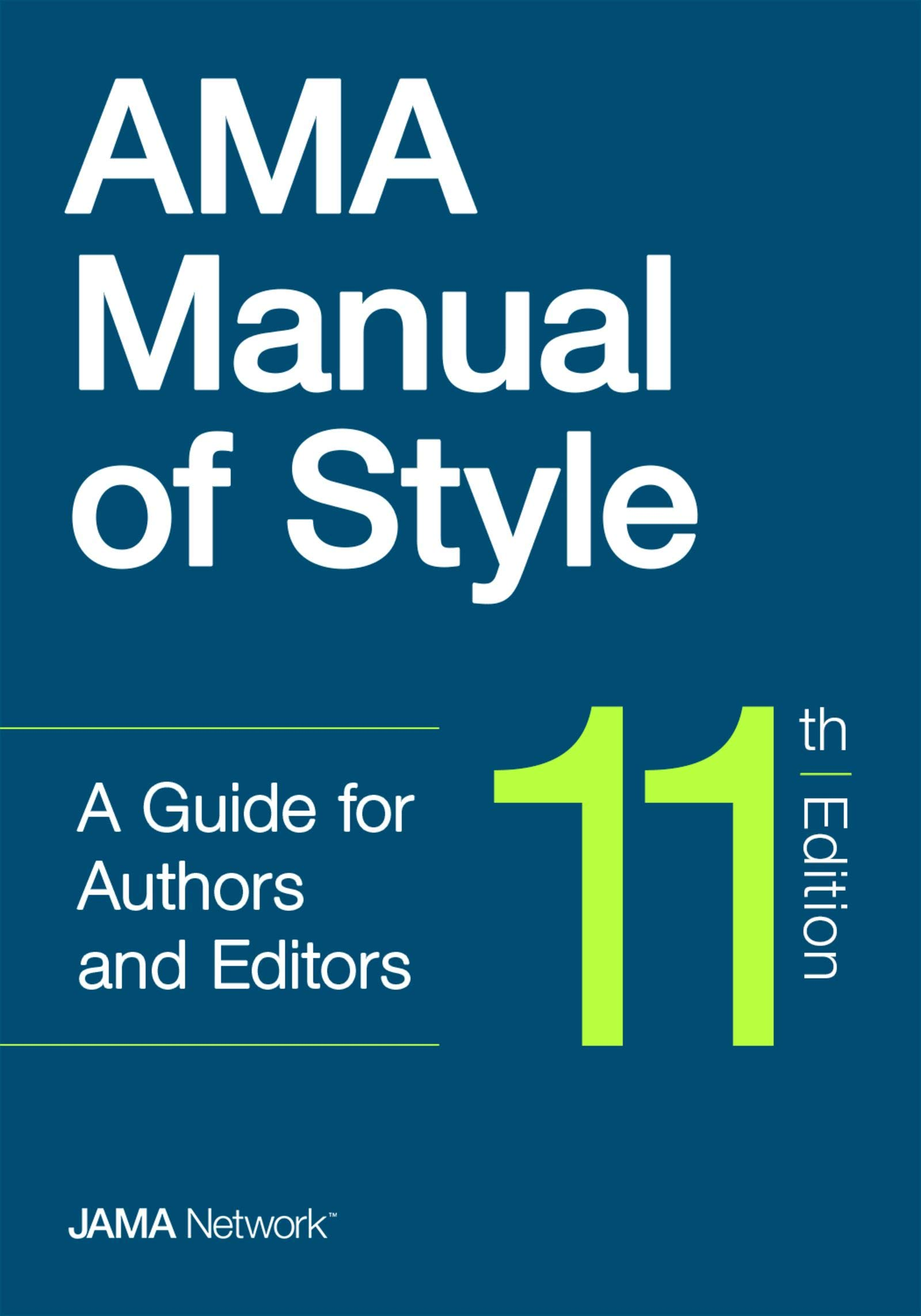
AMA 스타일 매뉴얼의 제11판 표지

AMA 스타일 매뉴얼(영어: AMA Manual of Style)은 미국 의사협회(AMA)의 스타일 가이드이다. 이 매뉴얼은 미국 의사협회 저널(JAMA) 및 JAMA 네트워크 저널의 편집자들이 작성했으며, 가장 최근에는 옥스퍼드 대학교 출판부에서 출판되었다. 이 매뉴얼은 미국 의사협회에서 발행하는 저널에 사용하기 위한 작성, 편집 및 인용 스타일을 지정한다.

## 같이 보기
- 미국 의사협회
- 미국 의사협회 저널